# Dexter Shouse
Dexter Wayne Shouse (Terre Haute, Indiana; 24 de marzo de 1963) es un exjugador de baloncesto estadounidense que disputó una temporada en la NBA, además de jugar en la CBA, en Filipinas y en Brasil. Con 1,88 metros de estatura, lo hacía en la posición de base.

## Trayectoria deportiva

### Universidad
Tras pasar dos años en el Panola Junior College, jugó durante otras dos temporadas con los Jaguars de la Universidad del Sur de Alabama, en las que promedió 12,6 puntos, 3,9 asistencias y 2,4 rebotes por partido En 1985 fue el líder de la Sun Belt Conference en robos de balón, promediando 2,8 por partido.

### Profesional
Fue elegido en la nonagésimo segunda posición del 1985 por Los Angeles Lakers, pero fue despedido antes del comienzo de la competición. Jugó las dos siguientes temporadas en la CBA, siendo elegido en la segunda de ellas mejor jugador de los playoffs con los Baltimore Lightning, tras promediar 29,2 puntos y 5 rebotes por partido.
En 1986 se marchó a jugar a la liga filipina, donde permaneció tres temporadas, donde acabó promediando 50 puntos, 13 rebotes y 10 asistencias, lo que llamó la atención de los Philadelphia 76ers, con quienes firmó contrato como agente libre en noviembre de 1989. Pero únicamente llegó a disputar tres partidos, en los que no consiguió anotar.
Reemplazó a Andrew Moten en Gimnasia y Esgrima de Comodoro Rivadavia en la temporada 1993-94. Jugó posteriormente en el Franca Basquetebol Clube de la liga brasileña, siendo considerado por el mítico entrenador brasileño Hélio Rubens Garcia como el mejor jugador que había pasado por sus equipos.

## Estadísticas de su carrera en la NBA

### Temporada regular
| Temporada | Edad | Equipo             | Liga | Pos. | P | TIT | MIN | TC  | TCA | %TC  | 3P  | 3PA | %3P  | 2P  | 2PA | %2P  | TL  | TLA | %TL | R.OF. | R.DEF. | REB | ASIS | ROB | TAP | PER | FP  | PTS |
| 1989-90   | 26   | Philadelphia 76ers | NBA  | PG   | 3 | 0   | 6.0 | 0.0 | 1.3 | .000 | 0.0 | 0.3 | .000 | 0.0 | 1.0 | .000 | 0.0 | 0.0 |     | 0.0   | 0.0    | 0.0 | 0.7  | 0.3 | 0.3 | 0.7 | 0.7 | 0.0 |
| Total     |      |                    | NBA  |      | 3 | 0   | 6.0 | 0.0 | 1.3 | .000 | 0.0 | 0.3 | .000 | 0.0 | 1.0 | .000 | 0.0 | 0.0 |     | 0.0   | 0.0    | 0.0 | 0.7  | 0.3 | 0.3 | 0.7 | 0.7 | 0.0 |